# Korona Jezior Ziemi

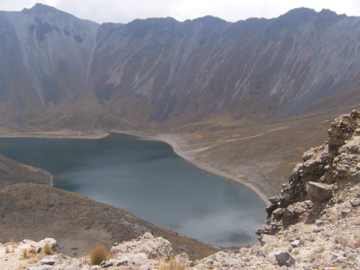
Jezioro Słońca, najwyżej położone jezioro Ameryki Północnej

Korona Jezior Ziemi – najwyżej położone jeziora poszczególnych kontynentów. Zdobycie "korony" polega na zanurkowaniu w każdym z jezior.

## Lista jezior
- Ameryka Południowa: Ojos del Salado[1], Argentyna/Chile (6395 m n.p.m.)
- Azja: Ridonglabo, ChRL (5801 m n.p.m.)
- Afryka: Simba Tarn, Kenia (4560 m n.p.m.)
- Ameryka Północna: Jezioro Słońca/Jezioro Księżyca[2], Meksyk (4200 m n.p.m.)
- Europa: Matscher-Joch-See, 3185 (m n.p.m.)[3]
- Australia i Oceania: Ruapehu, Nowa Zelandia (2505 m n.p.m.)[4]
- Antarktyda: Pewe (550 m n.p.m.)